# Phạm Văn Cần
Phạm Văn Cần là kiểm sát viên người Việt Nam. Ông hiện giữ chức vụ Viện trưởng Viện kiểm sát nhân dân cấp cao tại Đà Nẵng. Trước đó ông là Viện trưởng Viện kiểm sát nhân dân tỉnh Quảng Trị.

## Tiểu sử
Phạm Văn Cần là Đảng viên Đảng Cộng sản Việt Nam.
Ngày 14 tháng 2 năm 2014, Phạm Văn Cần, Phó Viện trưởng Viện thực hành quyền công tố và kiểm sát xét xử phúc thẩm tại Đà Nẵng, được Phó Viện trưởng Viện kiểm sát nhân dân tối cao Việt Nam Bùi Mạnh Cường trao Quyết định số 21/QĐ-VKSTC-V9 ngày 27/01/2014 của Viện trưởng Viện kiểm sát nhân dân tối cao Việt Nam bổ nhiệm giữ chức vụ Viện trưởng Viện kiểm sát nhân dân tỉnh Quảng Trị kể từ ngày 15 tháng 2 năm 2014.
Tháng 12 năm 2017, Phạm Văn Cần là Bí thư Ban Cán sự Đảng Cộng sản Việt Nam, Viện trưởng VKSND tỉnh Quảng Trị.